# 美宜佳

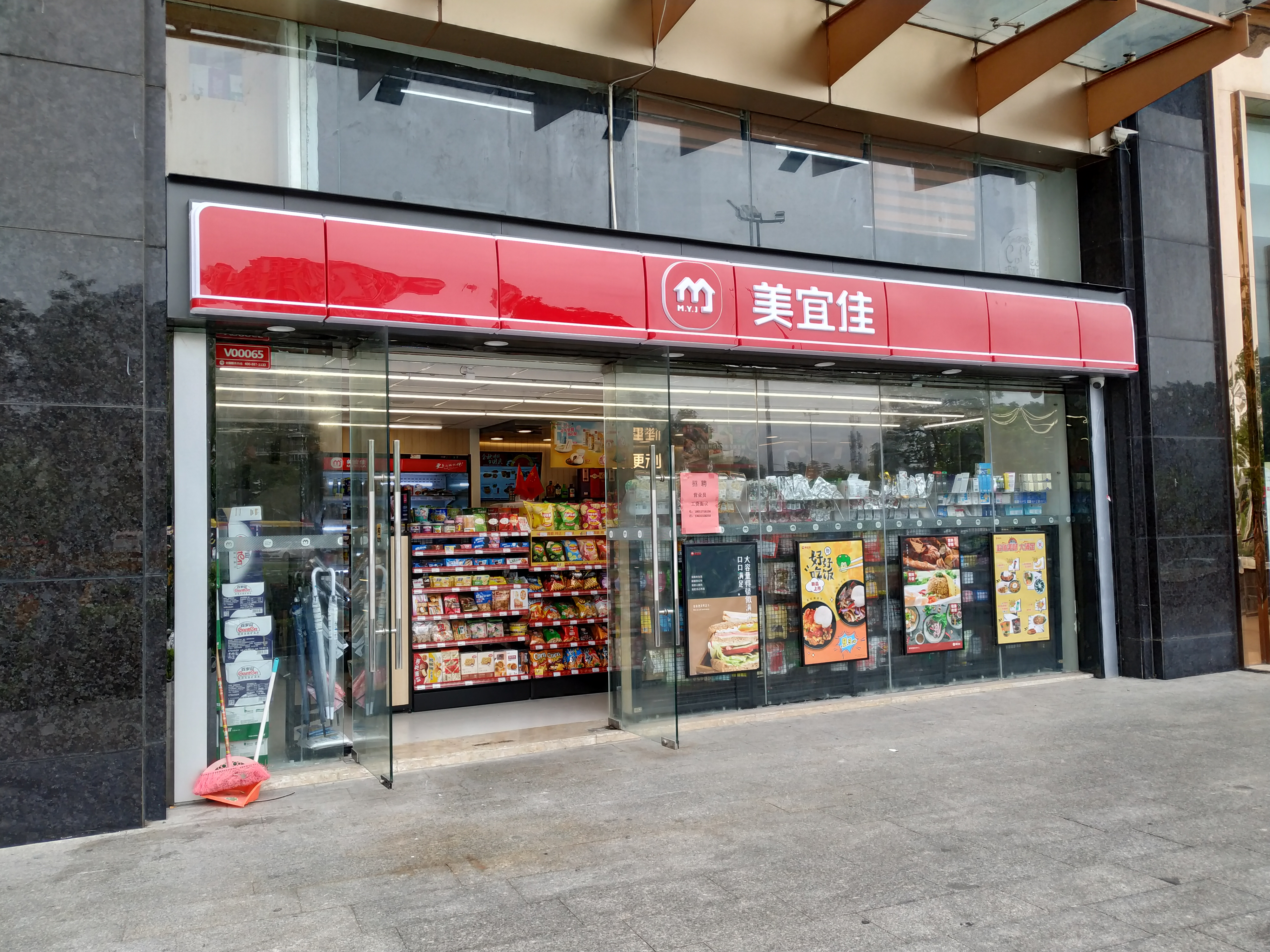
位于广州市天河区的一间美宜佳便利店

美宜佳控股有限公司（英語：M.Y.J.或Meiyijia）是中国广东省东莞市糖酒集团有限公司控股的连锁商业流通企业，成立于1997年，是目前中国规模最大的连锁便利店企业，门店数量超过30000家。

## 发展历程
1990年，原东莞市商业局副局长叶志坚被调任到市营企业东莞市糖酒公司担任总经理。1990年12月26日，叶志坚参考国际上流行的超级市场模式，在东莞虎门镇开设了第一家美佳超级市场。1996年，美佳超级市场在东莞拥有近50家门店，遍布东莞大部分乡镇地区，占据糖酒公司一半营业额。1997年，面对沃尔玛、家乐福进驻东莞后带来的直接竞争，叶志坚决定将旗下企业的超级市场模式转型为便利店模式，成立美宜佳便利店有限公司，1997年6月21日，第一家美宜佳便利店在东莞花园新村开业，起初以直营店的形式扩张，后以特许加盟模式迅速扩大规模。2000年底，当时最大的加盟商周星轲因总部强行更替POS机系统争议退出加盟，2002年创办上好便利店；在糖酒集团由国企改制为民营企业过程中，美宜佳总经理助理兼管理部经理欧阳华金离职，2004年创办天福便利店。
2003年6月，美宜佳进军珠三角市场，11月在广州开出第一家门店。为避开7-11等品牌聚集的商业区，美宜佳便利店选址多在居民区、工业区甚至城乡结合部等人流密集、租金低廉的地区。2005年7月，美宜佳启用全新统一店铺形象。2007年1月，美宜佳第1000家门店在东莞厚街开业。2008年2月，获得全省首个便利店行业“广东省著名商标”。2010年，设立物流中心及电子商务部，上线电子商务平台“美宜佳生活馆”。2011年5月，获得中国特许经营领域最高奖项“中国特许奖”，12月，进军云浮、汕尾市场，业务开始拓展至广东全省。2012年，再次获得“中国特许奖”，推出自有休闲食品品牌“淳风派”，门店数量超过5000家。
2014年3月，美宜佳开始进军全国市场，发展首站为福建省，4月于厦门电子城开设首间省外分店。2015年，获得“2014年度中国便利店大奖”。2016年，进军粤西市场，实现了广东省内市场的全面覆盖，并进入了第二个省外市场湖南省，正式推出了全新品牌形象和“合伙加盟”的营业模式。2017年3月，进入湖北、江西市场，5月，门店总数突破10000家，并在两年内先后进入广西、重庆、河南、安徽、贵州、海南、江苏、浙江、上海等省市市场。2020年5月，全国门店突破20000家，2022年11月突破30000家，门店数量首次跃居全国第一。

## 产业园
- 美宜佳（湖南）产业园：位于湖南长沙宁乡经济技术开发区内，占地约130亩[8]，总投资6亿元，由一栋冷库及加工中心、两栋分拣中心、一栋综合楼、一栋辅助用房、停车场等配套设施组成，2019年10月奠基，2021年3月24日正式竣工投产。
- 美宜佳（湖北）产业园：位于湖北孝感市孝南区东山头工业园内，2020年10月奠基。